# Shamrock (Texas)
Shamrock ist eine kleine Stadt im sogenannten Texas Panhandle dem nördlichsten Teil des US-Bundesstaates Texas. Das U.S. Census Bureau hat bei der Volkszählung 2020 eine Einwohnerzahl von 1.789 ermittelt.
Shamrock liegt an der ehemaligen Route 66 und war in der Hochzeit der „Mother Road“ der erste größere Anlaufpunkt, wenn man von Osten nach Texas kam.
Shamrock liegt 110 Meilen (180 km) östlich von Amarillo, 188 Meilen (303 km) westlich von Oklahoma City, Oklahoma, und 291 Meilen (468 km) nordwestlich von Dallas.

## Geschichte

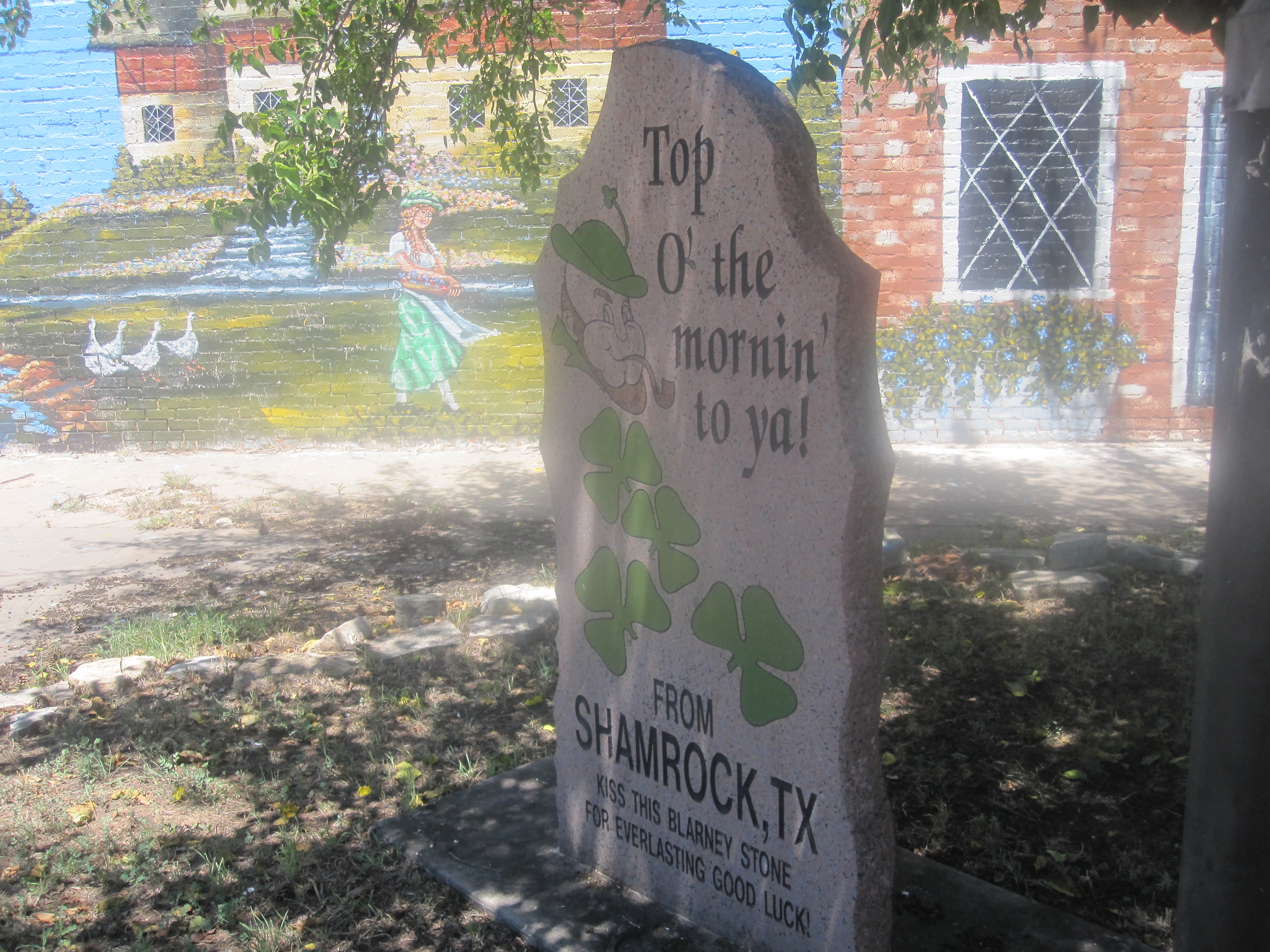
Der Name der Stadt geht auf das irische Kleeblatt (shamrock) zurück.

Shamrock war im späten 19. Jahrhundert die größte Stadt im Wheeler County. Der Name geht auf einen irischen Einwanderer zurück, der unter dem Namen des irischen Kleeblattes (Shamrock) hier eine Poststation einrichten wollte, was aber nie realisiert wurde.
Im Jahre 1902 erhielt die Stadt einen Eisenbahnanschluss. Zunächst nannte die Eisenbahngesellschaft den Bahnhof Wheeler nach dem Namen der Region, benannte ihn aber schon ein Jahr später im Jahre 1903 in Shamrock um.
Im Jahre 1938 besann man sich auf die irischen Wurzeln des Orts und feierte erstmals den Saint Patrick’s Day. Nur von den Jahren des Zweiten Weltkrieges unterbrochen, begeht Shamrock jedes Jahr Mitte März diesen irischen Feiertag als eintägiges Stadtfest. Shamrock wirbt damit, der Ort habe die beste Feier des St. Patrick’s Day in ganz Texas.
Seit 1926 wird in der Umgebung von Shamrock Erdöl und Erdgas gefördert. Seine höchste Einwohnerzahl hatte Shamrock im Jahre 1930, als 3.778 Einwohner in der Stadt lebten.

## Shamrock heute
Eine Touristenattraktion ist das 1936 im Art-déco-Design erbaute „U Drop Inn“, eine Conoco-Tankstelle mit Café. Oft wird sie auch Tower Station oder Tower Café genannt. Durch die Umgehung der Stadt beim Bau des Interstate 40 verlor die Route 66 weitgehend ihre Bedeutung für die Stadt, da der Durchgangsverkehr drastisch zurückging. In den 1990er Jahren stellte das „U Drop Inn“ den Betrieb ein. 1997 wurde das Gebäude als National Historic Landmark unter Denkmalschutz gestellt und aufwendig restauriert. Heute dient es als Museum.
Im früheren Reynolds Hotel ist das Pioneer West Museum untergebracht. Es widmet sich der Geschichte der Region, von den indianischen Ureinwohnern der Prärie bis hin zu Alan Bean, einem der Astronauten der Apollo-12-Mission, der aus dem Wheeler County stammt.
Der fiktive Ramone's Body Shop in dem Oscar-nominierten Pixar-Animationsfilm Cars von John Lasseter (2006) basiert auf dem U-Drop-Inn in Shamrock.

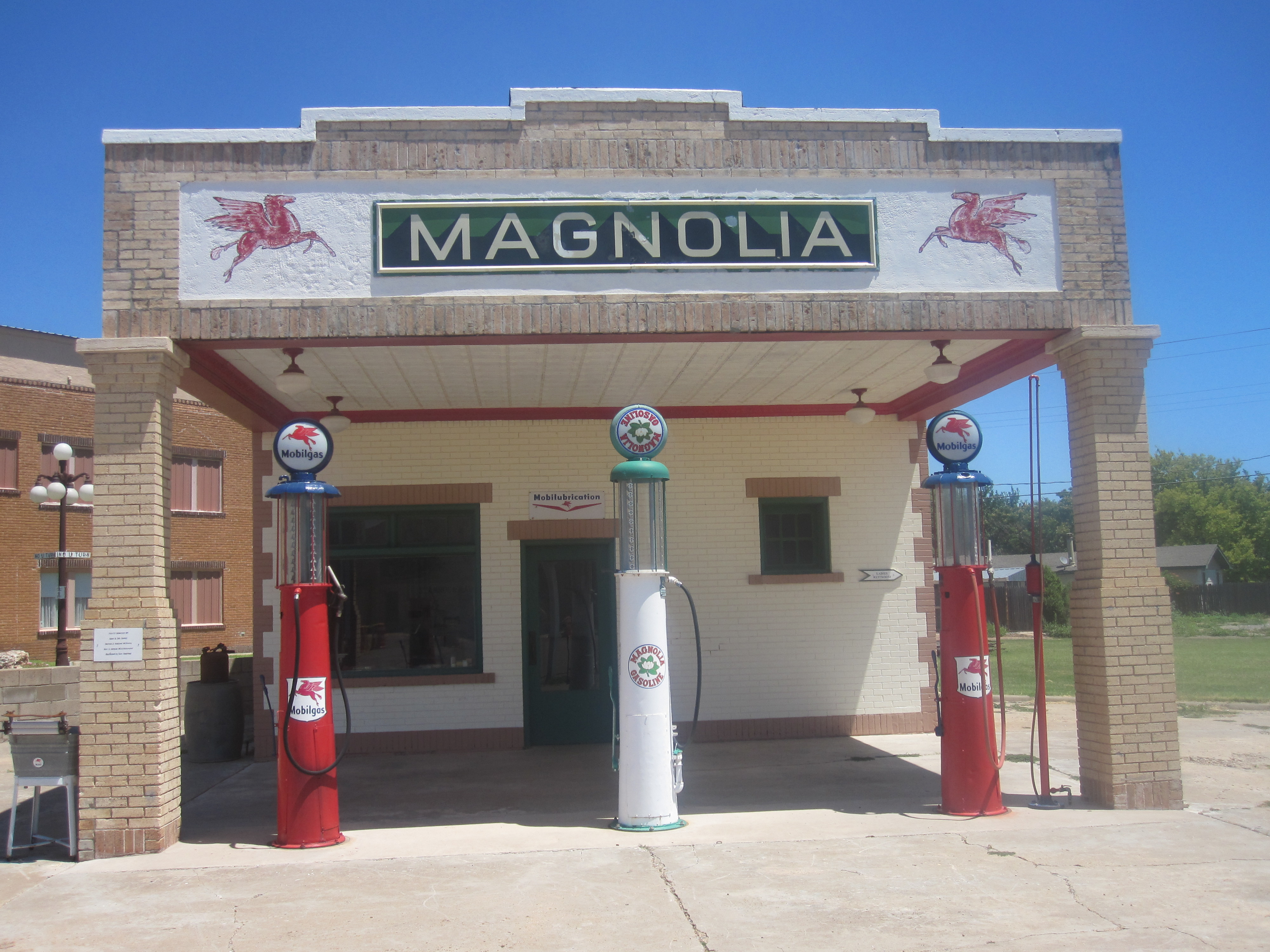
Restaurierte "Magnolia" Tankstelle in Shamrock
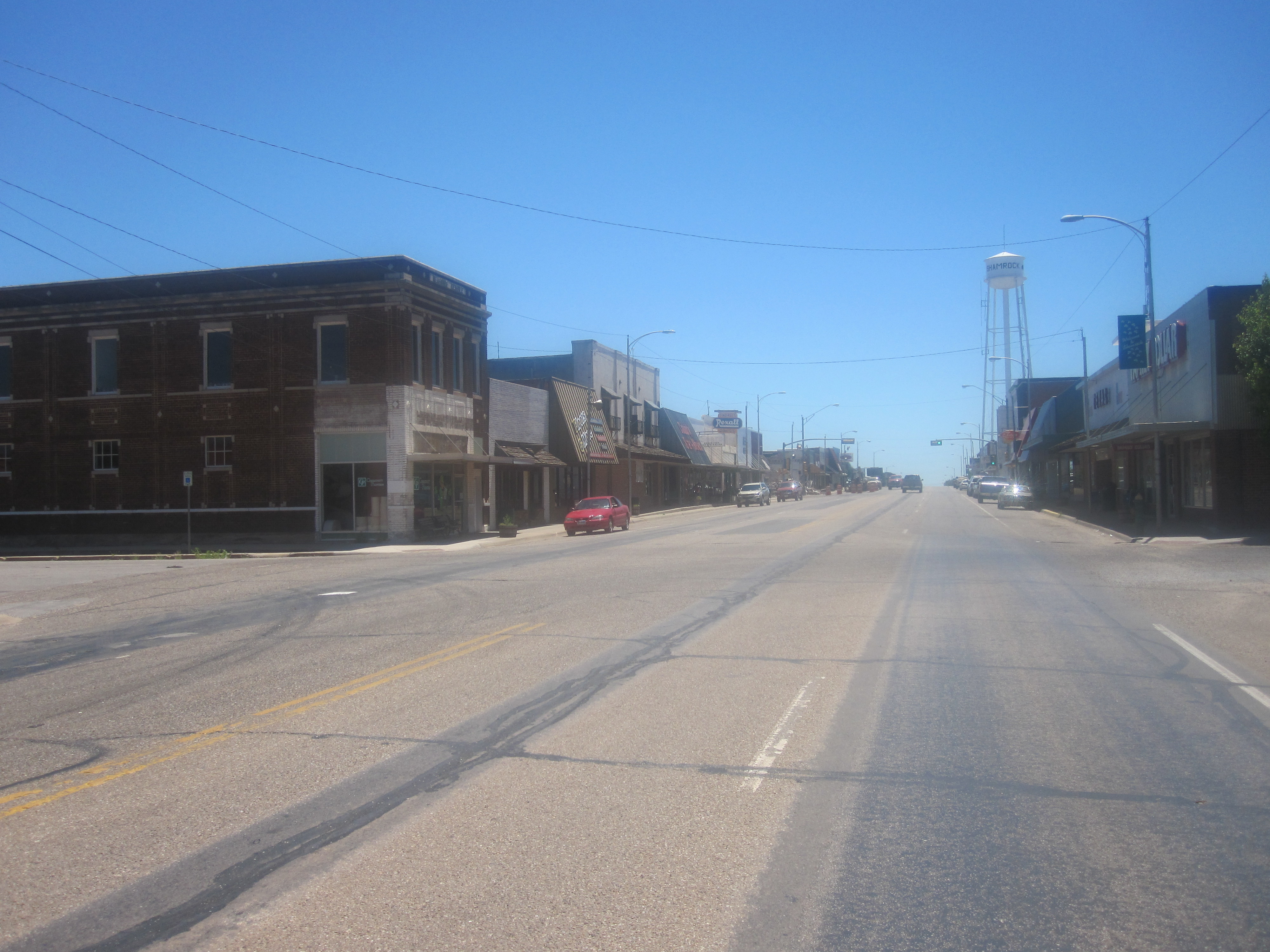
Hauptstraße von Shamrock
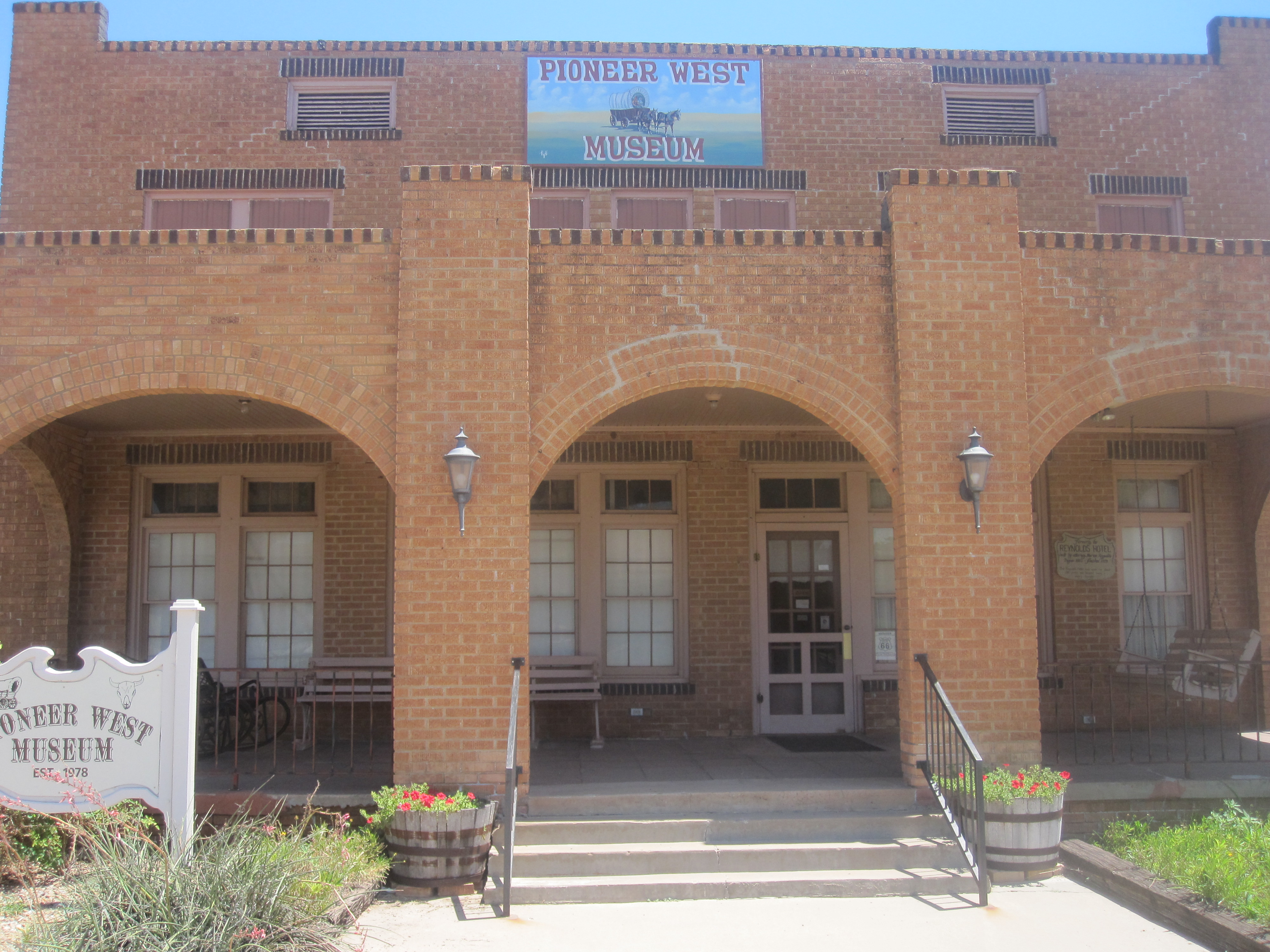
Das Pioneer West Museum in Shamrock

## Söhne und Töchter der Stadt
- Bill Mack (1932–2020), Sänger und Disc Jockey
- Glenn Reeves (1932–1999), Rockabilly-Sänger